# ハルノタムラソウ

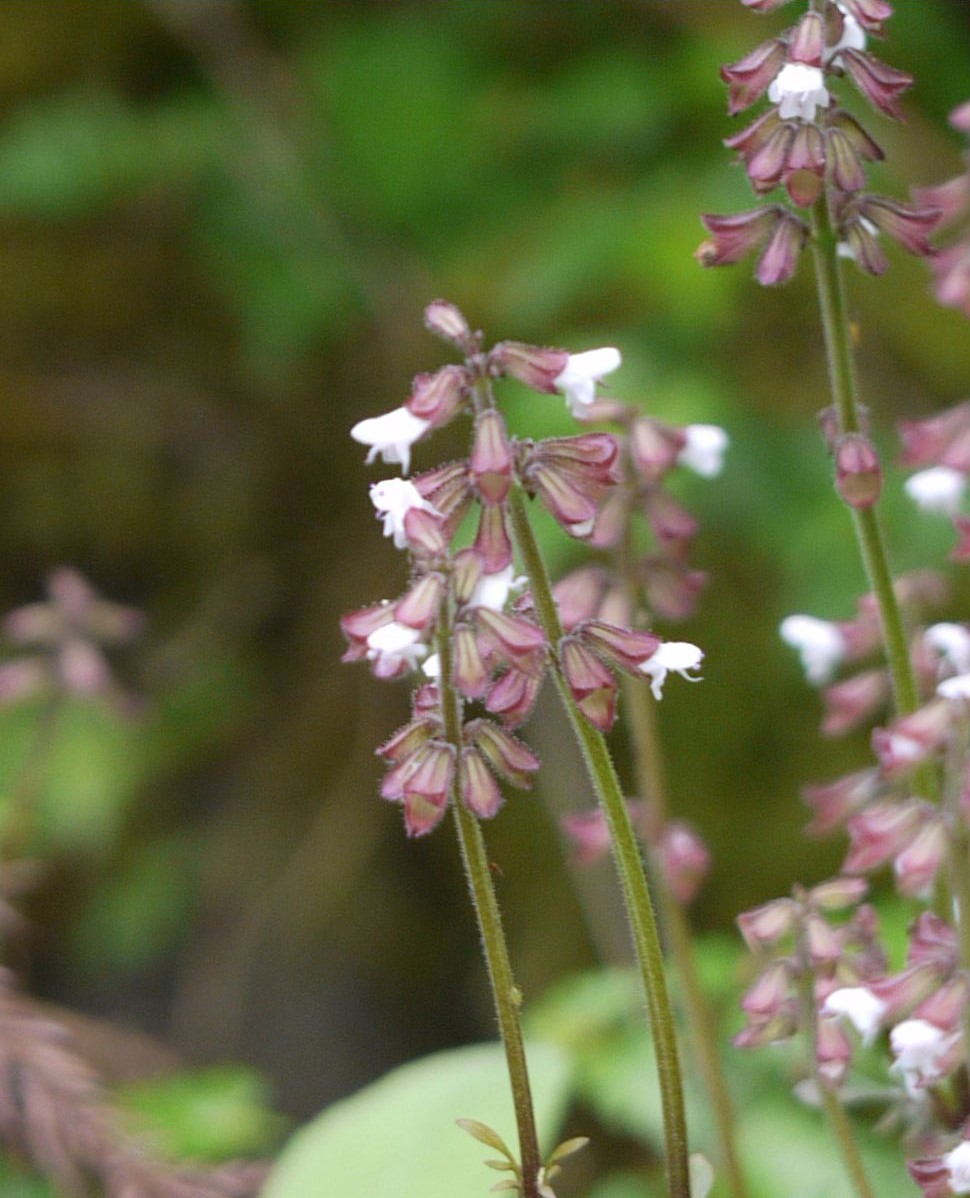
花

ハルノタムラソウ Salvia ranzaniana は、アキギリ属の植物の1つ。小型の植物で、春に小さな白い花を付ける。

## 特徴
小柄な多年生草本。茎は直立して高さ10-20cmほど、葉は1-2回羽状複葉で、地表近くに集中し、ロゼット状に広がる。下の方の葉ほど長い柄があり、その基部には開出する毛が目立つ。小葉の縁には少数の鋸歯がある。
花期は4-6月。花茎は普通は単独だが、よく育った株では枝を出すこともある。萼は唇形、長さは5-8mm、紫色を帯びることもある。上唇は浅く2裂下唇は3裂し、内側中央付近に毛が環状に生える。花冠は長さ約8mm、白い。
花糸の先端はＴ字になり、その一方の端に細長い葯を付ける。4個の分果は夏の間は永続性の萼の中にあり、熟すとこぼれ落ちる。
和名は春の田村草の意味だが、田村の謂われはわからないとのこと。

## 分布と生育環境
本州では紀伊半島、四国、九州に分布する。谷間で湿った木陰やコケの生えた岩の上に生育する。

## 類似種など
同属にはいくつかタムラソウの和名を持つものがあり、いずれも多少似ているが、他種が夏から秋に開花するのに対し、本種は春に咲くこと、それに小型で花が白い点で混同することはない。沖縄にはヒメタムラソウ S. pygmaea があり、本種によく似ているが葉はより細かく2回羽状に裂け、花はより小さい。

## 保護の状況
上記のように分布域の狭い種であるが、保護の段階は高くない。環境省のレッドデータにも挙げられておらず、県によっては指定があるが、準絶滅保護など比較的ランクは低い。